# Beaussais-Vitré
Beaussais-Vitré è un comune francese di 996 abitanti situato nel dipartimento delle Deux-Sèvres nella regione della Nuova Aquitania. È stato costituito il 1º gennaio 2013 dalla fusione dei comuni di Beaussais e Vitré.